# بيل شيرلي
بيل شيرلي (بالإنجليزية: Bill Shirley)‏ هو ممثل أمريكي، ولد في 6 يوليو 1921 بإنديانابوليس في الولايات المتحدة، وتوفي في 27 أغسطس 1989 بلوس أنجلوس في الولايات المتحدة بسبب سرطان الرئة.

## أعمال

### أفلام
- (1959) الأميرة النائمة[3][4][5][6]
- (1964) سيدتي الجميلة[7]

## وصلات خارجية
- بيل شيرلي على موقع IMDb (الإنجليزية)
- بيل شيرلي على موقع ألو سيني (الفرنسية)
- بيل شيرلي على موقع ميوزك برينز (الإنجليزية)
- بيل شيرلي على موقع أول موفي (الإنجليزية)
- بيل شيرلي على موقع قاعدة بيانات الأفلام السويدية (السويدية)
- بيل شيرلي على موقع ديسكوغز (الإنجليزية)
- بيل شيرلي على موقع قاعدة بيانات الفيلم (الإنجليزية)
- بيل شيرلي على موقع كينوبويسك (الروسية)